# 國家廣場 (特拉維夫)

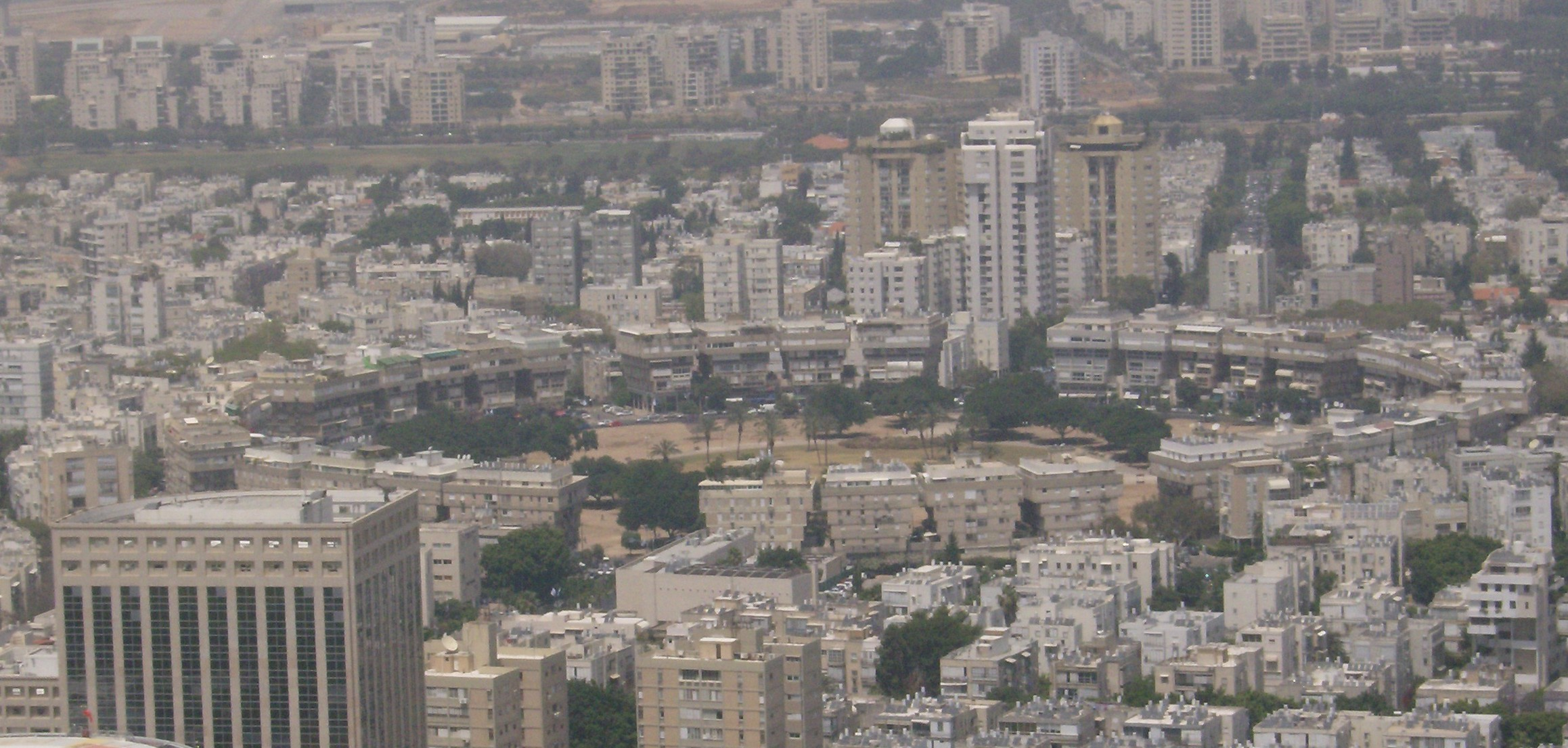
國家廣場

國家廣場（Kikar Hamedina）是特拉維夫規模最大的廣場。國家廣場的附近有建築師奥斯卡·尼迈耶（Oscar Niemeyer）設計的多座建築。現在國家廣場附近有眾多商業設施，是特拉維夫地價最昂貴的地區之一。2011年，在這裡爆發了約30萬人參加的大規模示威活動，抗議房價高漲。2015年11月，國家廣場的再開發計劃得到批准。